# Amyna imprimata
Amyna imprimata är en fjärilsart som beskrevs av Heinrich Benno Möschler 1890. Amyna imprimata ingår i släktet Amyna och familjen nattflyn. Inga underarter finns listade i Catalogue of Life.